# Kronprinzenpokal 1908/09
Der Kronprinzenpokal 1908/09 war die erste Auflage des Fußball-Pokalwettbewerbs, in dem die Auswahlmannschaften der Regionalverbände des Deutschen Fußball-Bundes gegeneinander antraten, und darüber hinaus der erste deutschlandweite Pokalwettbewerb überhaupt. Es gewann die Auswahl Mitteldeutschlands.

## Teilnehmende Verbände

Die siegreiche Finalelf Mitteldeutschlands.

| Nordostdeutschland | Baltischer Rasen- und Wintersport-Verband |
| Südostdeutschland  | Südostdeutscher Fußball-Verband           |
| Berlin             | Verband Berliner Ballspielvereine         |
| Mitteldeutschland  | Verband Mitteldeutscher Ballspiel-Vereine |
| Norddeutschland    | Norddeutscher Fußball-Verband             |
| Westdeutschland    | Westdeutscher Spiel-Verband               |
| Süddeutschland     | Verband Süddeutscher Fußball-Vereine      |

1. ↑  Berlin musste sich zuvor gegen die Auswahl des Märkischen Fußball-Bundes
qualifizieren. Dieses Qualifikationsspiel wurde nicht zum Wettbewerb des Kronprinzen-Pokals gezählt.

## Viertelfinale
| Paarung            | Paarung | Paarung           | Ergebnis  | Datum             | Ort                                                     | Zuschauer | Tore                                                            |
| ------------------ | ------- | ----------------- | --------- | ----------------- | ------------------------------------------------------- | --------- | --------------------------------------------------------------- |
| Mitteldeutschland  | –       | Westdeutschland   | 2:0 (0:0) | 1. November 1908  | Braunschweig, Eintracht-Platz an der Helmstedter Straße | 1000      | 1:0 Laessig (55.), 2:0 Laessig (89.)                            |
| Norddeutschland    | –       | Süddeutschland    | 5:2 (2:1) | 1. November 1908  | Leipzig, Wacker-Platz Debrahof                          | 1200      | 1:0 (15.), 2:0, 2:1, 3:1 Jäger, 4:1 Garrn, 4:2 Kipp, 5:2 Gehrts |
| Nordostdeutschland | –       | Südostdeutschland | 1:0 (1:0) | 29. November 1908 | Berlin-Mariendorf, Viktoria-Platz                       | 700       | 1:0 Reicke (11.)                                                |

Berlin erhielt ein Freilos.

## Halbfinale
| Paarung           | Paarung | Paarung            | Ergebnis  | Datum            | Ort                            | Zuschauer | Tore |
| ----------------- | ------- | ------------------ | --------- | ---------------- | ------------------------------ | --------- | --- |
| Norddeutschland   | –       | Berlin             | 1:4 (0:4) | 21. Februar 1909 | Hamburg, Victora-Platz         | 3000      | 0:1 Röpnack (5.), 0:2 Röpnack (15.), 0:3 Röpnack (22.), 0:4 Wagenseil (35., Elfmeter), 1:4 Jäger (56.)                                              |
| Mitteldeutschland | –       | Nordostdeutschland | 8:0 (1:0) | 21. Februar 1909 | Leipzig, Wacker-Platz Debrahof | 1500      | 1:0 Friedrich (42.), 2:0 Richter (50.), 3:0 Dittel (55.), 4:0 Blüher (74.), 5:0 Blüher (77.), 6:0 Blüher (79.), 7:0 Richter (88.), 8:0 Dittel (89.) |

## Finale
| Paarung           | Berlin – Mitteldeutschland |
| Ergebnis          | 1:3 (0:1) |
| Datum             | 18. April 1909 |
| Stadion           | Viktoria-Platz, Mariendorf (bei Berlin) |
| Zuschauer         | 3000 |
| Schiedsrichter    | Willi Rave (Hamburg) |
| Tore              | 0:1 Blüher (15.), 0:2 Blüher (75.), 1:2 Röpnack (?., Elfmeter), 1:3 Blüher (?.) |
| Berlin            | Alfred Mills (BFC Preussen) – Otto Hantschick (BTuFC Union 1892), Herbert Hirth (BFC Hertha 1892) – Ernst Poetsch (BTuFC Union 1892), Willi Moeck (BTuFC Viktoria 1889), Paul Hunder (BTuFC Viktoria 1889) – Willi Ruscher (BFC Hertha 1892), Otto Dumke (BTuFC Viktoria 1889), Willi Worpitzky (BTuFC Viktoria 1889), Helmut Röpnack (BTuFC Viktoria 1889), Paul Herbst (BFC Concordia 1895)    |
| Mitteldeutschland | Hans Riso (FC Wacker 1895 Leipzig) – Paul Dietze (FC Wacker 1895 Leipzig), Walter Hempel (FC Sportfreunde Leipzig) – Willy Krauß (FC Britannia Leipzig), Camillo Ugi (VfB Leipzig), Richard Grilling (VfB Leipzig) – Erich Albrecht (FC Wacker 1895 Leipzig), Leopold Richter (VfB Leipzig), Edgar Blüher (Leipziger BC 1893), Kurt Dittel (Leipziger BC 1893), Adalbert Friedrich (VfB Leipzig) |

## Die Siegermannschaft
Nachfolgend ist die Siegermannschaft mit Einsätzen und Toren der Spieler angegeben.
| Mitteldeutschland | |
|                   | - Tor: Hans Riso (FC Wacker Leipzig) (3/-) - Abwehr: Paul Dietze (FC Wacker Leipzig) (3/-), Walter Hempel (FC Sportfreunde Leipzig) (3/-) - Mittelfeld: Arthur Beerbaum (Leipziger BC 1893) (2/-), Richard Grilling (VfB Leipzig) (1/-), Willy Krauß (FC Britannia Leipzig) (1/-), Fritz Lenz (FC Wacker Leipzig) (2/-), Camillo Ugi (VfB Leipzig) (3/-) - Sturm: Erich Albrecht (FC Wacker Leipzig) (3/-), Arthur Benning (FC Sportfreunde Leipzig) (1/-), Edgar Blüher (Leipziger BC 1893) (2/6), Kurt Dittel (Leipziger BC 1893) (3/2), Adalbert Friedrich (VfB Leipzig) (2/1), Martin Laessig (Leipziger BC 1893) (1/2), Leopold Richter (VfB Leipzig) (3/2) - Trainer: – |

## Erfolgreichster Torschütze
| Spieler      | Verein            | Tore |
| ------------ | ----------------- | ---- |
| Edgar Blüher | Leipziger BC 1893 | 6    |